# 山本スーザン久美子
山本 スーザン 久美子（やまもと スーザン くみこ、1966年6月26日 - ）は、日本の元アイドルである。文京学院短期大学英語英文学科卒。本名・山本久美子。

## 経歴
- 東京都出身。芸能界に憧れていたわけではないが、テレビに出てみたいという軽い気持ちで1985年12月13日の『夕やけニャンニャン』の「ザ・スカウトアイドルを探せ」のコーナーに出演。インパクトのある名前（オーディション時点でのエントリーネームは「山本久美子」だったが、本人は当時から「山本スーザン久美子」と名乗っていた。）と外見に似つかわしくない日本民謡を歌ったことがとんねるずにいじられ、その悪ノリから会場の人気を集め、見事合格。おニャン子クラブ会員番号32番となる。とんねるずは後にプロデューサーから「変な奴を入れるな!」と怒られ、この一件以来会場投票はなくなった。絶大な人気は得られなかったが、本人の明るいキャラが受けお笑い担当を務めた。
- 1986年9月26日の第2回卒業式に4番新田恵利、9番名越美香、11番福永恵規、25番吉沢秋絵らと共におニャン子クラブを卒業。卒業の理由はオフィシャル本によれば「学校に行く意欲をなくしていたように見られたので」というもの。卒業と同時に芸能界を引退したため、芸能プロダクションに所属しておらず、顕著なタレント活動は行っていないが、後の同窓会企画やイベントなどの再結成ではほぼ毎回出席している。2023年12月16日には13番内海和子、15番立見里歌、22番白石麻子の3人で東京・青山のライブハウス「青山月見ル君想フ」で「年忘れとCHRISTMAS会＆ファンの集い、そしてLIVE」を開催したが、会場内に名越美香と二人で久々に公の場所に登場した。
- 1996年、渡辺美奈代が出演した「新伍&紳助のあぶない話」に「BAKUDAN」（サプライズゲスト）として出演。JR東海に就職したことを明かした。岩井由紀子、吉沢秋絵、山森由里子らと共に美奈代の結婚披露宴に出席し、後の2000年4月に新宿で行われた渡辺のコンサートイベントにもゲスト出演している。
- その後、出版社勤務の後[2]、現在はJR東海グループの株式会社ウェッジ営業課長。2017年、東海道新幹線グリーン車搭載誌仕掛人として紹介された[3]。

## エピソード
- そのキャラクターからおニャン子クラブ内でも人気者で、それぞれのメンバーとも仲が良いというほどだった。おニャン子クラブ内では樹原亜紀（公称169センチ）を越す長身の持ち主。
- 「スーザン」というミドルネームが付いており、ハーフであるが、幼少期に少しだけハワイに在住していたことがあるだけで、基本的には日本で特に祖母に厳しく育てられたという。英語の能力は「映画は字幕なしでも理解できる」、「相手の言っていることはだいたいわかる」といったレベル。なお「ザ・スカウトアイドルを探せ」に初めて登場したとき、画面上のスーパーではこのミドルネームは表示されておらず「山本久美子」となっていたのだが、自ら「山本スーザン久美子です」と名乗ったことでそのインパクトが強まり、とんねるずがイジり倒すきっかけとなった。そして翌日からのスーパーでは「山本スーザン久美子」と表記されている。
- 宝塚歌劇団のファンである。
- 2008年にテレビ朝日で放送された『仮面ライダーキバ』の過去編がおニャン子クラブの流行った1986年という設定になっていたためおニャン子関連の楽曲がよく流れ、その際に彼女の名前も登場した（『仮面ライダーキバ』に登場した木戸明と次狼が彼女の大ファンという設定になっていたため）。

## おもな出演番組
- 夕やけニャンニャン（1985年12月 - 1986年9月、フジテレビ系）
- 月曜ドラマランド おニャン子学園危機イッパツ・とんだ放課後（1986年5月、フジテレビ系）